# Thomas Eisner
Thomas Eisner (* 25. Juni 1929 in Berlin; † 25. März 2011 in Ithaca, New York, Vereinigte Staaten) war ein US-amerikanischer Entomologe.

## Leben
Da Eisners Vater, der Chemiker Hans Eisner, Jude war, verließ die Familie 1933 Deutschland und gelangte nach Aufenthalten in Spanien, Frankreich und Uruguay schließlich 1947 nach New York City. An der Harvard University, an der er Biologie studierte, lernte er Edward O. Wilson kennen, mit dem ihn eine lebenslange Freundschaft verband. Er wurde 1955 promoviert. Ab 1957 war er an der Cornell University in Ithaca tätig, wo er Professor wurde. Als Freund Carl Gans’ stand er auch mit diesem in enger Verbindung.
Eisner war seit 1952 verheiratet und hatte drei Töchter. Er starb infolge der Parkinson-Krankheit.

## Forschung
Eisner erforschte vor allem, wie Insekten und andere Gliederfüßer chemische Stoffe zur Kommunikation und zur Verteidigung einsetzen. So beschäftigte er sich mit dem Bombardierkäfer, der zur Selbstverteidigung ätzende und übelriechende Gase zielgerichtet ausstoßen kann, sowie mit der Rolle von Duftstoffen bei der Paarung des Schmetterlings Danaus gilippus.
Gemeinsam mit Jerrold Meinwald gilt Eisner als Vater des Forschungsgebietes Chemische Ökologie. Er war Mitglied der National Academy of Sciences. 1969 wurde Eisner in die American Academy of Arts and Sciences gewählt, seit 1986 war er Mitglied der Deutschen Akademie der Naturforscher Leopoldina sowie der American Philosophical Society. 1994 wurde er zum auswärtigen Mitglied der Academia Europaea gewählt. 1997 wurde er als auswärtiges Mitglied in die Royal Society aufgenommen. 2008 erhielt er den John J. Carty Award.

## Schriften (Auswahl)
- mit Bert Hölldobler & Martin Lindauer: Chemische Ökologie, Territorialität, gegenseitige Verständigung. Fischer, Stuttgart/New York 1986, ISBN 3-437-30524-7.
- Chemical ecology. The chemistry of biotic interaction. 1995, ISBN 0-309-05281-5.
- For love of insects. 2003, ISBN 0-674-01181-3.